# Ortéza

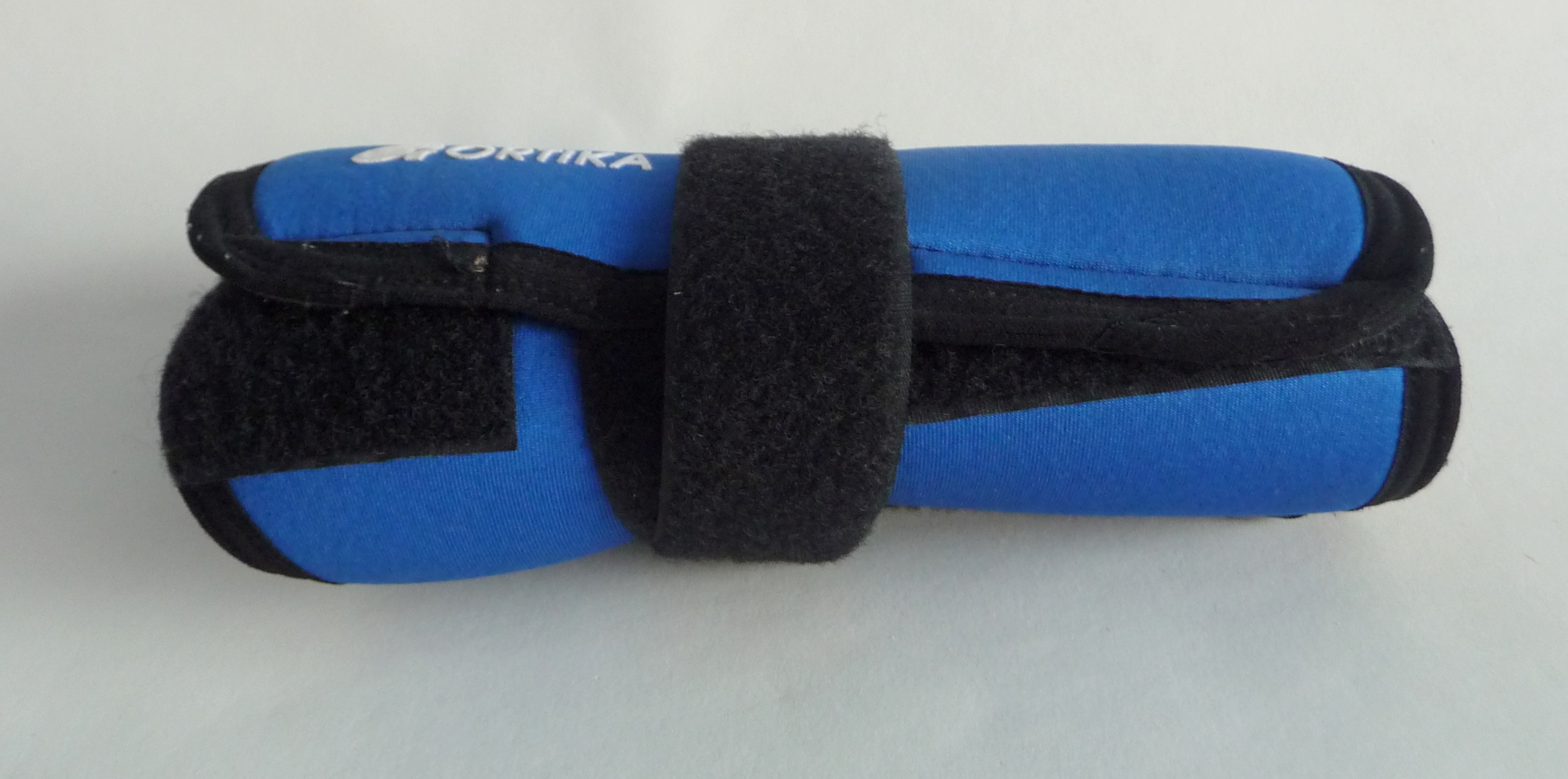
Ortéza určená k fixaci palce na levé ruce

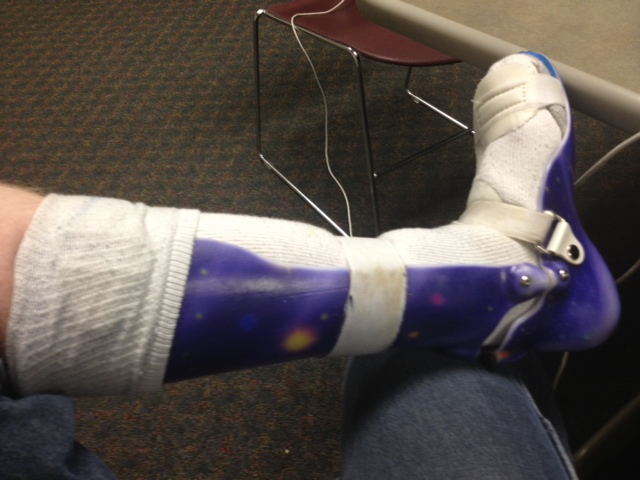
Ortéza zpevňující kotník

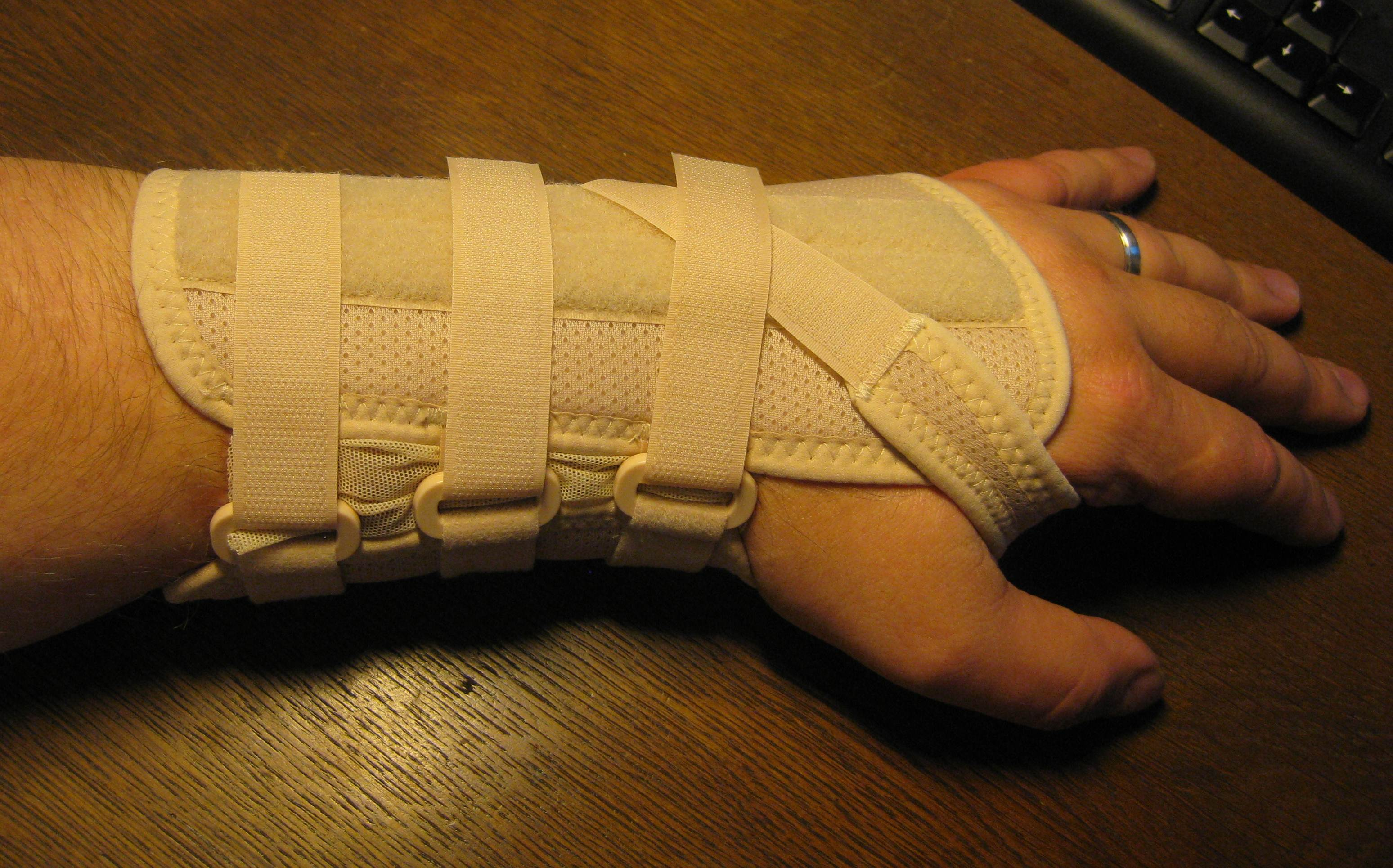
Ortéza zpevňující zápěstí při léčbě syndromu karpálního tunelu

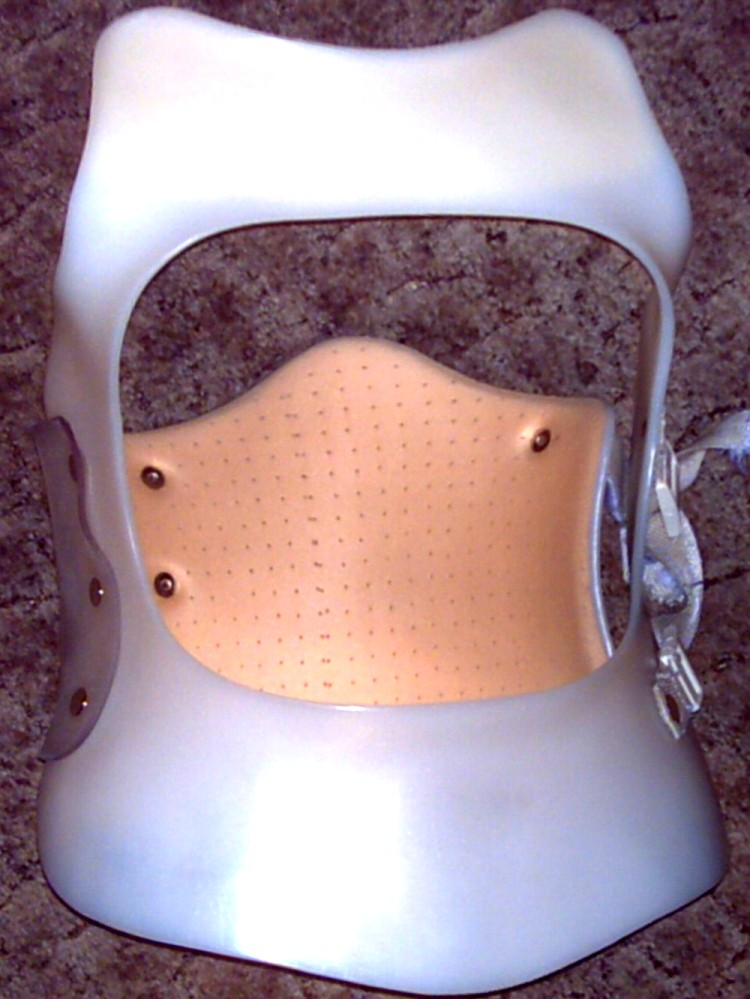
Korzet

Ortéza (z latinského orto, rovný, přímý) je zdravotní pomůcka, jejímž úkolem je udržovat vzájemně pohyblivé části těla v pevné poloze. Podle druhu rozeznáváme ortézy horních či dolních končetin, ortézy zajišťující stabilitu trupu neboli korzety a sed ortézy pro pacienty upoutané na invalidním vozíku.
Ortézy mohou určenou část těla buď zcela znehybnit, anebo ji pouze zpevnit, aniž dojde k omezení pohybu. Používají se především při úrazech, případně při různých kloubových či svalových onemocněních, jež omezují funkci pohybového aparátu. Podle určení mohou být buď pružné a ohebné, anebo vyztuženy pevnou konstrukcí pro zpevnění.

Tyto pomůcky však nevyužívají pouze nemocní lidé, oblíbené jsou především u sportovců, kteří si jimi zpevňují a chrání ohrožené partie.

## Druhy ortéz
Ortézy horních a dolních končetin
Patří sem mimo jiné ortéza kolenní, kotníková nebo kyčelní. Ortézy horních končetin obvykle fixují ramena, loket či prsty. Ortézy nepoužívají jen lidé s onemocněním končetin, ale i zdraví lidé, kteří potřebují zpevnit stabilitu kloubů a svalů či je ochránit před namožením, například sportovci. Sportovní ortézy mívají obvykle podobu návleku a vyrábějí se z pružného a pevného textilního materiálu (neoprén apod.).
Sed ortézy
Takzvané sed ortézy jsou určeny pro osoby, jež jsou odkázány na invalidní vozík. Udržují páteř ve vhodné poloze a zároveň zajišťují správnou polohu těla při sedu. Tento druh ortéz se hodí zejména pro děti postižené svalovou dysfunkcí (myopatie).
Trupové ortézy
Zpevňující trupové ortézy neboli korzety se zhotovují z pevných, dnes převážně plastových materiálů. Jejich úkolem je fixovat trup ve správné poloze a pomáhat tak při nápravě vadného držení těla. Vzhledem k jejich speciální funkci se obvykle vyrábějí pacientům na míru.